# Dobra zena
Dobra zena (Engels: A Good Wife) is een Servisch-Bosnisch-Kroatische film uit 2016, geregisseerd door Mirjana Karanović. De film ging in wereldpremière op 25 januari op het Sundance Film Festival in de World Cinema Dramatic Competition.

## Verhaal
Milena is een vrouw en moeder van middelbare leeftijd die een comfortabel leven leidt in een chique buitenwijk van Belgrado. Ze is rustig, verzorgt haar uiterlijk, kookt plichtsgetrouw en ontmoet haar vriendinnen tijdens de koorrepetities. Ze houdt van haar man en ze hebben een sociaal leven met een groep oude vrienden. Op een dag vindt ze tijdens het reinigen een videoband waarbij ze de gruwelijke oorlogsmisdaden van haar man ontdekt. Ze weet aanvankelijk niet hoe ze hier op moet reageren.

## Rolverdeling
| Acteur             | Personage |
| ------------------ | --------- |
| Mirjana Karanović  | Milena    |
| Boris Isakovic     | Vlada     |
| Jasna Djuricic     |           |
| Bojan Navojec      |           |
| Hristina Popovic   |           |
| Ksenija Marinkovic |           |